# Onuphis geophiliformis
Onuphis geophiliformis är en ringmaskart som först beskrevs av Moore 1903.  Onuphis geophiliformis ingår i släktet Onuphis och familjen Onuphidae. Inga underarter finns listade i Catalogue of Life.